# Кваме Нкрума
Френсіс Нвіа Кофі Ква́ме Нкру́ма (англ. Francis Nwia Kofie Kwame Nkrumah; 21 вересня 1909, село Нкрофул, південний захід Золотого Берега (нині Гана) — 27 квітня 1972, Бухарест, Румунія) — державний і політичний діяч та революціонер Гани, один із провідних борців за незалежність народів Африки. Він обіймав посаду прем'єр-міністра Золотого Берега з 1952 до 1957 рік, коли країна здобула незалежність від Великої Британії. Нкрума був першим прем'єр-міністром (1957–1960) і першим президентом (1960–1966) незалежної Гани. Один з найвпливовіших діячів панафриканізму XX століття, один із засновників Організації Африканської Єдності та лауреат Ленінської Премії Миру (СРСР) 1962 року.
Після дванадцяти років, проведених за кордоном, де він здобув вищу освіту, розробив свою політичну філософію та організував рух панафриканістів з діаспори, Нкрума повернувся до Золотого Берега, щоб розпочати свою політичну кар'єру як прихильник національної незалежності. Він створив Народну партію конвенту, яка швидко досягла успіху завдяки своїй безпрецедентній привабливості для пересічних виборців. У 1952 році він став прем'єр-міністром і зберіг цю посаду, коли в 1957 році привів Гану до незалежності від Великої Британії, що на той момент було першим випадком в Африці на південь від Сахари. У 1960 році ганці схвалили нову конституцію та обрали Нкруму президентом.
Його адміністрація була переважно соціалістичною та націоналістичною.  Вона фінансувала національні промислові та енергетичні проєкти, розвивала потужну національну систему освіти та просувала панафриканську культуру. За правління Нкруми Гана відігравала провідну роль в африканських міжнародних відносинах та панафриканському русі під час деколонізації Африки.
Після кількох невдалих замахів на його життя,  а також у зв'язку з погіршенням економічної ситуації в країні, у 1960-х роках уряд Нкруми став авторитарним: він придушував політичну опозицію і проводив вибори, які не були ані вільними, ані справедливими.     У 1964 році конституційна поправка перетворила Гану однопартійною державою, а Нкрума став довічним президентом країни та партії. Він сприяв культу особистості, створюючи ідеологічні інститути та прийнявши титул «Доктор Осаг'єфо». Нкрума був усунутий від влади в 1966 році в результаті державного перевороту, здійсненого Національною радою визволення. Твердження про причетність ЦРУ до його повалення ніколи не були підтверджені. Нкрума прожив решту свого життя в Гвінеї, де був призначений почесним співпрезидентом.

## Біографія
За етнічною належністю — нзіма. Народився в сім'ї ремісника-ювеліра. Закінчив католицьку школу в Хаф-Ассіні, а потім (1926–1930) педагогічний коледж в Аккрі й Ачимоті. Працював учителем у католицьких школах в Елміні й Аксимі та викладачем в римо-католицькій семінарії. Хотів стати членом ордену єзуїтів, але потім відмовився від цього щоб продовжити навчання.

### Освіта
У 1939–1945 вчився й викладав філософію в Університеті імені Авраама Лінкольна (США), який закінчив зі ступенями бакалавра з економіки, соціології й богослов'я. Залишився в університеті на посаді асистента з філософії, одночасно закінчив при ньому Богословську семінарію (1942).
У Пенсильванському університеті (США) захистив дисертацію і отримав ступінь магістра філософії й педагогіки. Брав участь у створенні Інституту африканських мов і культури при Пенсильванському університеті.
Став членом студентського братства «Фі-Бета-Сигма», брав участь у русі отця Дівайна, котрий проповідував ідеї негритянського релігійного відродження.
У 1945–1947 жив у Великій Британії, вчився в Лондонському університеті й Лондонській школі економіки й політичних наук. Вивчав філософію та право. Не завершив докторську дисертацію з етнофілософії, оскільки захопився логічним позитивізмом.

## Політична діяльність
Политичну діяльність Нкрума почав у США, де створив Асоціацію студентів-африканців США й Канади. У Великій Британії він брав активну участь в підготовці й роботі 5-го Панафриканського конгресу в Манчестері (1945), зіграв важливу роль в переході панафриканського руху до організації боротьби за незалежність у африканських колоніях. Повернувся до Золотого Берега та став генеральним секретарем Об'єднаного конвенту Золотого Берега (ОКЗБ, створено 1947). Лінія Нкруми на перетворення ОКЗБ у масову партію призвела до його розриву з керівництвом ОКЗБ у 1948 році. В 1949 Нкрума створив Народну партію конвенту (НПК) й очолив боротьбу за незалежність. В 1948 й 1950 був арештований за звинуваченням в організації страйків і демонстрацій. Перші вибори в законодавчі збори в 1951 році принесли перемогу НПК.
Звільнений з тюрми, Нкрума став у 1952 прем'єр-міністром першого африканського уряду Золотого Узбережжя, а з 1957 — незалежної держави Гана. У 1960 був обраний президентом Республіки Гана; з 1961 генеральним секретарем НПК та її пожиттєвим керівником. У 1964 був проголошений пожиттєвим президентом Гани.

## Втрата влади й заслання
Уряд Нкруми був повалений внаслідок військового перевороту у лютому 1966, коли сам Нкрума здійснював державний візит до Північного В'єтнаму й КНР. Нкрума не повернувся до Гани, а оселився в гвінейському місті Конакрі. Президент Гвінеї та політичний соратник Нкруми в боротьбі за визволення Африки з-під колоніального гніту, Ахмед Секу Туре запропонував Нкрумі притулок і проголосив його своїм почесним співпрезидентом. У засланні Нкрума продовжував політичну діяльність і пропаганду своїх ідей африканської єдності. У 1971 здоров'я Нкруми погіршилося. Він полетів на лікування в Бухарест, де й помер від раку шкіри у квітні 1972.
Нкрума похований в рідному селищі Нкрофул в Гані. Пізніше його залишки перенесли в національний меморіал в Аккрі.

## Ідейна спадщина
Діяльність Нкруми демонструвала суперечливі тенденції, притаманні багатьом лідерам національно-визвольного руху 1950-70-х: демократизм вождя мас і прийоми влади, запозичені з середньовічних традицій африканського племінного ладу, тяга до соціалізму і націоналістичні настрої, прагнення служити народу і надмірне честолюбство. З самого початку Нкрума був переконаний, що мета національно-визвольного руху не зводиться лише до завоювання незалежності, що вона передбачає встановлення демократичного ладу та підвищення добробуту народу на основі соціалізму. Щоправда, уявлення про соціалізм у нього тоді не пов’язувалися з класовою боротьбою, що її для Африки спочатку він взагалі не визнавав. Разом з тим Нкрума стверджував, що справжня національна незалежність в економіці та політиці вимагають продовження боротьби з імперіалістичною експлуатацією і приборкання егоїстичних устремлінь буржуазних елементів. Ця боротьба, своєю чергою, вимагає об'єднання революційних сил всього континенту.
Імперіалізм Нкрума вважав найбільшою небезпекою для народів Африки. У своїй книжці «Неоколоніалізм, як остання стадія імперіалізму» (1965) він проаналізував такі методи відновлення імперіалістичного панування у формі неоколоніалізму, як нав'язування «оборонних» угод і відкриття військових баз, підтримка маріонеткових урядів, економічний контроль через фінансову й технічну «допомогу» та позики, нерівноправні умови торгівлі й удушення місцевого господарства міжнародними корпораціями, проникнення у суспільство шляхом насадження місцевої буржуазії, ідеологічна пропаганда тощо.
У «Філософії свідомості» (1964) Нкрума писав про конфлікт «позитивної та негативної дії», себто про протиборство сил прогресу, що прагнуть встановити соціальну справедливість, скасувати олігархічну експлуатацію, і реакційних сил, що намагаються продовжити своє колоніальне панування. Розуміючи умовність такого поділу. він передбачав можливість розколу в рамках позитивного революційного процесу і переходу частини сил на бік реакції. Нкрума обґрунтовував необхідність тактики єдиного антиімперіалістичного фронту, а щоб цей фронт не розпадався, треба постійно шукати «шляхи стримування потенційних розкольницьких тенденцій». Після виходу «Філософії свідомості» заговорили про появу «нкрумаїзму» — різновиду африканського марксизму (хоча сам Нкрума себе марксистом не називав).
Політична поразка 1966 року змусила Нкруму зайнятися «переоцінкою цінностей». У вигнанні він зробив крок у бік марксизму та заговорив про соціалістичну революції у всій Африці. Нкрума проголосив збройну боротьбу єдиним способом досягнення цілей визвольного руху. У всіх книжках, написаних після 1966, говориться про настання нової, вирішальної фази революції, що характеризується збройною боротьбою з силами реакції. Революційну війну Нкрума висував як засіб не тільки завоювання незалежності, але й боротьби з неоколоніалізмом. У «Посібнику з революційної війни» (1968) африканська революція розглядалась як складова світової революції, проводити її має «всеафриканська народна революційна армія», що виступатиме з гаслами націоналізму, панафриканізму та соціалізму.
У «Класовій боротьбі в Африці» (1970) Нкрума дещо видозмінив свою революційну платформу, замінивши націоналізм «завоюванням справжньої національної незалежності». Він заявляв, що і справжня незалежність і панафриканізм можливі лише на основі соціалізму. За Нкрумою, «тільки селянство та пролетаріат здатні повністю підтримувати послідовну політику соціалізму», а вся африканська буржуазія є контрреволюційною силою, що остаточно зв'язала свою долю з міжнародним монополістичним капіталом. Нкрума виступив проти союзу не тільки з нею, але і з дрібною буржуазією, таким чином відмовившись від тактики єдиного антиімперіалістичного фронту, що її він пропагував на початку 1960-х.

## Данина поваги та спадщина

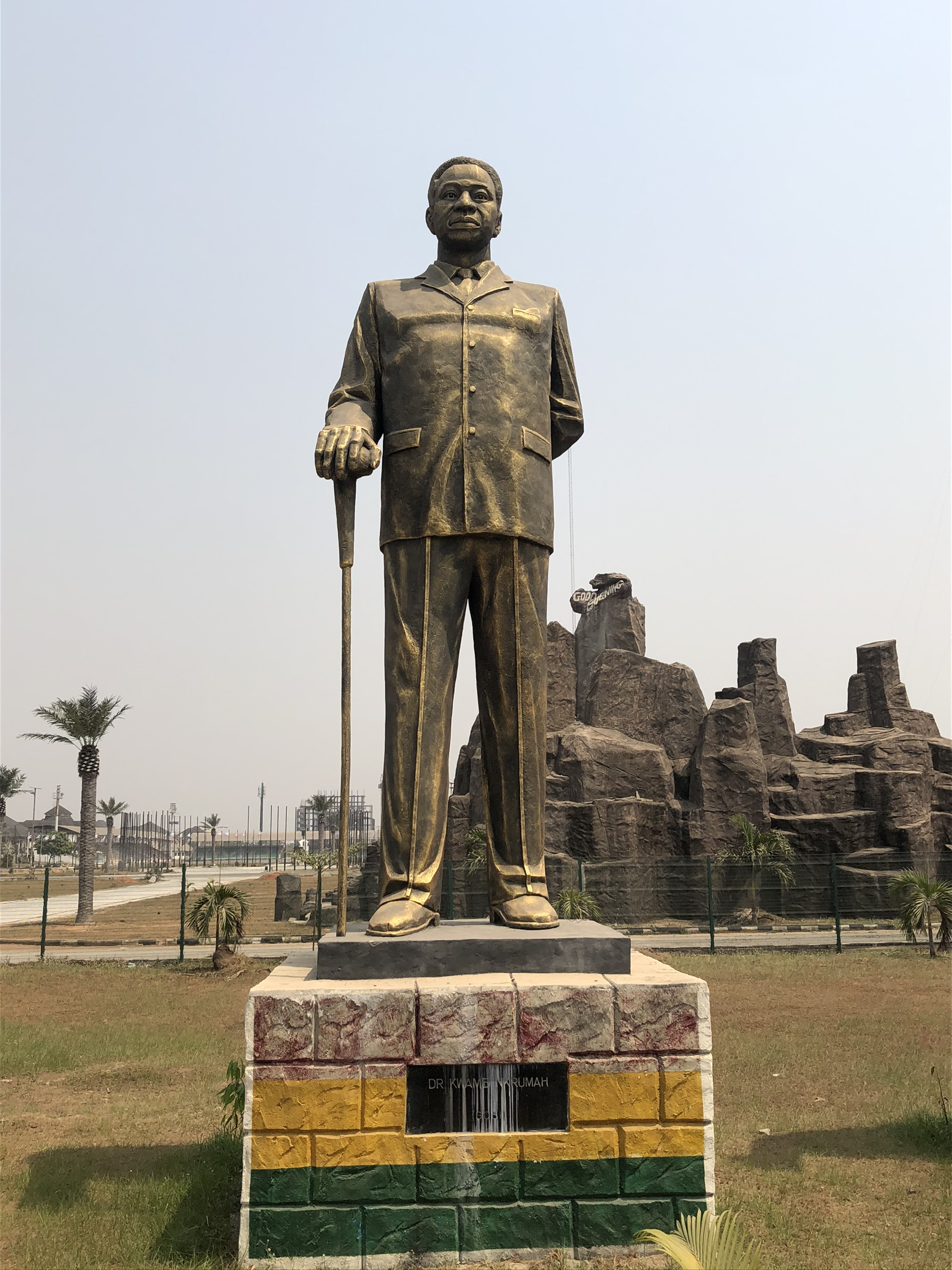
Статуя Кваме Нкруми в Оверрі, штат Імо, Нігерія

У 2000 році слухачі Всесвітньої служби BBC визнали його «Африканською людиною тисячоліття», назвавши «Героєм незалежності» та «Міжнародним символом свободи як лідера першої чорношкірої африканської країни, що скинула з себе кайдани колоніального правління».
Згідно з документами розвідки, опублікованими Офісом історика Державного департаменту США, «Нкрума робив більше для підриву інтересів [уряду США], ніж будь-який інший чорношкірий африканець».
У вересні 2009 року президент Джон Атта Міллс оголосив 21 вересня (100-річчя від дня народження Кваме Нкруми) Днем засновників, державним святом у Гані, присвяченим спадщині Кваме Нкруми. У квітні 2019 року президент Акуфо-Аддо схвалив Закон про державні свята (з поправками) 2019 року, який змінив 21 вересня з Дня засновників на День пам'яті Кваме Нкруми.
У 1961 році Нкрума виголосив промову під назвою «Я говорю про свободу». Під час цієї промови він говорив про те, як «Африка може стати однією з найбільших сил добра у світі». Він згадує, що Африка є країною «величезних багатств» з мінеральними ресурсами, які «варіантуються від золота та алмазів до урану та нафти». Нкрума каже, що причина, чому Африка зараз не процвітає, полягає в тому, що європейські держави забирають собі всі багатства. Якщо Африка зможе звільнитися від європейського панування, сказав він, то вона зможе по-справжньому процвітати та робити позитивний внесок у світ. У заключних словах цієї промови Нкрума закликає свій народ до дії, кажучи: «Це наш шанс. Ми повинні діяти зараз. Завтра може бути надто пізно, і можливість буде втрачена, а разом з нею і надія на виживання вільної Африки». Це згуртувало націю в націоналістичному русі.
На його честь було засновано щорічне свято під назвою «Подорож до Нкрофула», присвячене його дню народження. Мавзолей та музей у Нкрофулі, Західний регіон, були названі на його честь, де представлені деякі артефакти, якими він користувався за життя.
Меморіальний парк і музей Кваме Нкруми в Аккрі були створені, щоб зберегти пам'ять про нього. Крім того, Університет науки та технологій був перейменований в Університет науки та технологій імені Кваме Нкруми на знак визнання його внеску в створення сильної системи освіти в країні.

## Особисте життя
Кваме Нкрума одружився з Фатією Ріцк, єгипетською коптською банківською працівницею та колишньою вчителькою, ввечері в день її прибуття до Гани: в новорічну ніч 1957–1958 років. Мати Фатії  відмовилася благословити їхній шлюб після того, як ще одна її дитина поїхала з чоловіком-іноземцем. 
У шлюбі Фатія і Нкрума мали трьох дітей: Гамала (нар. 1958), Самію (нар. 1960) та Секу (нар. 1964). Гамаль — журналіст, а Самія та Секу — політики. У Нкруми є ще один син, Френсіс, педіатр (нар. 1935).    

## Відзнаки та нагороди
За своє життя Нкрума був удостоєний почесних докторських ступенів багатьма університетами, включаючи Лінкольнський університет (Пенсільванія), Московський державний університет (СРСР), Каїрський університет (Єгипет), Ягеллонський університет (Польща) та Гумбольдтський університет (Східна Німеччина).

### Іноземні нагороди
| Стрічка | Опис                                                                                 | Країна         | Дата                       | Посилання |
| ------- | ------------------------------------------------------------------------------------ | -------------- | -------------------------- | --------- |
|         | Великий ланцюг Ордену Нілу                                                           | Єгипет         | 1957                       | [ 46 ]    |
|         | Великий ланцюг Національного Ордену Кедра                                            | Ліван          | 1957                       | [ 46 ]    |
|         | Орден Югославської Великої Зірки                                                     | Югославія      | 2 березня 1961             | [ 47 ]    |
|         | Командор Ордену Білого лева                                                          | Чехословаччина | 2 серпня 1961              | [ 48 ]    |
|         | Міжнародна Ленінська премія «За зміцнення миру між народами»                         | СРСР           | 30 квітня 1962             | [ 49 ]    |
|         | Кавалер Великого хреста на ланцюгу Ордена «За заслуги перед Італійською Республікою» | Італія         | 25 вересня 1963            | [ 50 ]    |
|         | Великий Хрест Ордену Відродження Польщі                                              | Польща         | 1965                       | [ 51 ]    |
|         | Верховний Компаньйон Ордену Компаньйонів О. Р. Тамбо                                 | ПАР            | 16 червня 2004 (посмертно) | [ 52 ]    |

## Основні твори
- До свободи від колоніалізму (Towards Colonial Freedom. London: The African Publication Society, 1947)
- Гана. Автобіографія Кваме Нкруми (Ghana: The Autobiography of Kwame Nkrumah. New York: International Publishers, 1957) — ISBN 0-901787-60-4
- Я кажу про свободу. Заява про африканську ідеологію (I Speak of Freedom: A Statement of African Ideology. London: William Heinemann, 1961)
- Африка має об'єднатися (Africa Must Unite. London: Panaf, 1963) — ISBN 0-901787-13-2
- Неоколоніалізм — найвища стадія імперіалізму (Neocolonialism: The Last Stage of Imperialism. [Архівовано 22 Лютого 2010 у Wayback Machine.] London: Panaf, 1965) — ISBN 0-901787-23-X
- Аксіоми Кваме Нкруми (Axioms of Kwame Nkrumah. London: 1967) — ISBN 0-901787-54-X
- Ще раз про африканський соціалізм (African Socialism Revisited [Архівовано 27 Квітня 2014 у Wayback Machine.], 1967)
- Голос з Конакрі (Voice from Conakry. London: Panaf, 1967) — ISBN 90-17-87027-3
- Чорні дні в Гані (Dark Days in Ghana. New York: International Publishers, 1968)
- Посібник з революційної війни (Handbook for Revolutionary Warfare. London: Panaf, 1968)
- Філософія свідомості — філософія та ідеологія деколонізації (Consciencism: Philosophy and Ideology for decolonisation, 1970) — ISBN 0-901787-11-6
- Класова боротьба в Африці (Class Struggle in Africa. New York: International Publishers, 1970) — ISBN 0-901787-12-4
- Боротьба триває. Шість памфлетів (The Struggle Continues: Six Pamphlets. London: Panaf, 1973) — ISBN 0-901787-41-8
- Шлях революції (Revolutionary Path. London: Panaf; New York: International Publishers, 1973) — ISBN 0-901787-22-1

### Видання творів Нкруми
- Кваме Нкрума. Я говорю о свободе. Изложение африканской идеологии / Пер. с англ. — Москва: Издательство иностранной литературы, 1962. 304 с.(рос.)
- Кваме Нкрума // Ульяновский Р. Политические портреты борцов за национальную независимость. — Москва: Политиздат, 1983. — C. 269-287.(рос.)
- Kwame Nkrumah, Class Struggle In Africa, London: Panaf, 1970. 96 p.(англ.)
- Kwame Nkrumah, Consciencism: Philosophy and Ideology for Decolonization, New York: Monthly Review, 1964. 122 p.(англ.)
- Kwame Nkrumah, Handbook of Revolutionary Warfare, New York: International Publishers, 1969. 122 p.(англ.)
- Kwame Nkrumah, Neo-Colonialism, the Last Stage of imperialism, Lonodn: Thomas Nelson & Sons, 1965. 200 p.(англ.)

### Про нього
- Син Африки // «Всесвіт» (Київ). — 1962. — №6. — Стор. 5-6.
- Роман Тиса. Нкрума Френсіс Нвіа Кофі Кваме // Історія політичної думки: навч. енцикл. словник-довідник для студентів вищих навч. закл / за наук. ред Н. М. Хоми. — Львів: Новий Світ-2000, 2014. — С. 480.
- Роман Тиса. Визволення людини. Нариси з історії суспільної думки XX ст. — Київ: «Вперед», 2023.
- Ama Biney, The Political and Social Thought of Kwame Nkrumah, New York: Palgrave Macmillan, 2011, 249 pp.(англ.)
- Charles Martin, “Nkrumah's Strategy of Decolonization: Originality and Classicism”, in Présence Africaine, Nouvelle série, No. 85, Hommage à Kwame Nkrumah / Homage to Kwame Nkrumah (1er trimester 1973), pp. 74–105.(англ.)

### Твори Нкруми
- Клясові характеристики й ідеолоґії (1970) [Архівовано 7 Січня 2012 у Wayback Machine.]
- Елітизм (1970) [Архівовано 31 Травня 2019 у Wayback Machine.]
- Інтеліґенція й інтелєктуали (1970) [Архівовано 24 Грудня 2014 у Wayback Machine.]
- Архів К. Нкруми на Marxists.org [Архівовано 13 Жовтня 2011 у Wayback Machine.](англ.)

### Про нього
- Кевін Окот. Краще отрута (2023)
- Син Африки [Архівовано 3 Липня 2019 у Wayback Machine.] //  «Всесвіт» (Київ). — 1962. — № 6. — Стор. 5-6.
- Роман Тиса. Кваме Нкрума та неоколоніялізм в Африці (2019) [Архівовано 19 Липня 2019 у Wayback Machine.]